# Wasyl Łeśkiw
Wasyl Iwanowycz Łeśkiw (ukr. Василь Іванович Леськів, ros. Василий Иванович Леськив, Wasilij Iwanowicz Leśkiw; ur. 20 grudnia 1963 we Lwowie) – ukraiński piłkarz, grający na pozycji pomocnika, trener piłkarski.

## Kariera piłkarska

### Kariera klubowa
Wychowanek SDJuSzOR-4 we Lwowie. W 1985 rozpoczął karierę piłkarską w klubie Torpedo Łuck. W 1988 bronił barw Podillia Chmielnicki, a w 1989 już był zawodnikiem nowo powstałych Karpat Lwów. W 1993 wyjechał do Izraela, gdzie występował w Maccabi Petah Tikva. W 1995 powrócił do Lwowa i został piłkarzem FK Lwów. W tym klubie był etatowym wykonawcą karnych. W 1999 zaliczył jeden występ w pierwszoligowym klubie Karpaty Lwów, ale z powrotem wrócił do FK Lwów, w którym ukończył swoje występy na poziomie profesjonalnym. Kontynuował jeszcze występy w amatorskiej drużynie FK Jaworów.

## Kariera trenerska
Po zakończeniu kariery piłkarskiej rozpoczął karierę trenerską. W latach 2005–2008 prowadził FK Pustomyty. W 2008 pracował na stanowisku trenera w DJuSSz Karpaty Lwów. W grudniu 2008 otrzymał zaproszenie prowadzić nowo powstały klub FK Gródek.

## Sukcesy i odznaczenia
- Mistrz Wtoroj Ligi ZSRR: (1x)

1991
- Rekordzista (wraz z Bohdanem Bandurą) klubu FK Lwów w ilości strzelonych bramek - 36.
- Najlepszy strzelec FK Lwów w sezonie 1998/99 - 12 bramek.